# Agrilus derasofasciatus
Agrilus derasofasciatus é uma espécie de insetos coleópteros polífagos pertencente à família Buprestidae.
A autoridade científica da espécie é Boisduval & Lacordaire, tendo sido descrita no ano de 1835.
Trata-se de uma espécie presente no território português. Está presente em Portugal Continental e ausente na Madeira e nos Açores.